# Danske Vadehavsøer
De danske vadehavsøer er en øgruppe i vadehavet, der omfatter Fanø, Rømø, Mandø og Langli. Imellem de store øer ligger sandbankerne. Mandø er den mindste af de beboede danske vadehavsøer, mens Rømø er den sydligste og med cirka 128 kvadratkilometer største af øerne. Siden 1948 har den været forbundet med fastlandet via den 9,2 km lange Rømødæmning. Med Rømødragt, Fanødragt og Mandødragt har hver ø deres egen folkedragt.
Indtil 1900-tallet var landbruget og fiskeriet de primære erhvervsgrener på vadehavsøerne. På Fanø fandtes også fuglekøjer. I 1600-tallet tog mange beboerne hyre på nederlandske, tyske og danske hvalfangerskibe. Omkring 1720 begyndte folk på Rømø selv at udsruste skibe til hval- og sælfangst i Nordatlanten. Derom vidner endnu i dag de mange kommandørgårde på Rømø. I dag dominerer turisme som det centrale erhverv. 
Vadehavsøerne blev flere gange ramt af store stormfloder. De sidste alvorlige stormfloder fandt sted i 1962, 1976 og 1981. Både Rømø og Fanø var op til 1800-tallet stærkt plaget af sandflugt. For at standse sandflugten blev der tilplantet store klitområder.
Mellem øerne ligger vaderne, priler og de større tidevandsrender/farvande Grådyb (mellem Skallingen og Fanø), Knudedyb (mellem Fanø og Mandø), Juvre Dyb (mellem Mandø og Rømø) og Listerdyb (mellem Rømø og Sild).
- Øerne:
  - Fanø
  - Rømø

- Småøerne:
  - Mandø
  - Langli

- Sandbanke
  - Koresand
  - Jordsand (før 1999 en småø)

## Galleri
- Mølle på Fanø
- Kirke på Mandø
- Rømø Strand